# ジャン・バール (戦艦・2代)
| 損傷したジャン・バール |                                  |                                       |
| 艦歴                   |                                  |                                       |
| 発注                   |                                  |                                       |
| 起工                   | 1936年12月12日                   | 1936年12月12日                        |
| 進水                   | 1940年3月6日                     | 1940年3月6日                          |
| 就役                   | 1955年                           | 1955年                                |
| 退役                   | 1957年                           | 1957年                                |
| 除籍                   | 1970年                           | 1970年                                |
| その後                 | 解体                             | 解体                                  |
| 性能諸元               |                                  |                                       |
| 排水量                 | 42,130トン（常備）               | 48,950トン（満載）                    |
| 全長                   | 248m                             | 248m                                  |
| 全幅                   | 35m                              | 35m                                   |
| 吃水                   | 9.6m                             | 9.6m                                  |
| 機関                   | インドル式重油専焼缶6基          | 150,000 hp(計画時) 170,000 hp(完工時) |
| 機関                   | パーソンズ式タービン4基4軸       | 150,000 hp(計画時) 170,000 hp(完工時) |
| 速力                   | 32ノット                         | 32ノット                              |
| 航続距離               | 14,207 km （巡航速度：20ノット） | 5,891 km （巡航速度：30ノット）       |
| 燃料                   | 重油：6,700トン                  | 重油：6,700トン                       |
| 乗員                   | 第二次中東戦争時：1,250人        | 第二次中東戦争時：1,250人             |
| 兵装                   | 380mm(45口径)4連装砲             | 2基8門                                |
| 兵装                   | 152mm(55口径)3連装砲             | 3基9門                                |
| 兵装                   | 100mm(45口径)連装高角砲          | 12基24門                              |
| 兵装                   | 57mm(60口径)連装高角砲           | 14基28門                              |
| 兵装                   | 40mm機関砲                       | 8門                                   |
| 兵装                   | 20mm機関砲                       | 20門                                  |
| 装甲                   | 舷側装甲                         | 330mm                                 |
| 装甲                   | 装甲甲板第一層                   | 150mm                                 |
| 装甲                   | 装甲甲板第二層                   | 40mm                                  |
| 装甲                   | バーベット                       | 405mm                                 |

ジャン・バール (Bâtiment de ligne Jean Bart) は、フランス海軍の戦艦。
リシュリュー級戦艦の2番艦で、フランス海軍の軍人ジャン・バールにちなんで命名された（同名艦艇一覧）。フランス海軍の戦艦の艦名としては、2代目。最後に竣工した戦艦である｡

## 艦歴
1930年代中盤になるとヨーロッパで建艦競争の機運が生じ、さらにイタリア王国（ムッソリーニ首相のファシスト政権）やナチス・ドイツの躍進、英独海軍協定（1935年6月18日）の締結などにより、フランスの建艦計画も大きな影響を受けた。
ダンケルク級戦艦2隻に続いてフランス海軍が建造した高速戦艦が、リシュリュー級戦艦 (Classe Richelieu) である。
フランス海軍は老朽化が進んでいたクールベ級戦艦 (Classe Courbet) のジャン・バールをオセアン (Océan) と改名し、トゥーロンにて浮き校舎とした。先代の艦名を受け継ぎ、この艦がジャン・バールと命名される。1936年（昭和11年）12月12日、サン・ナゼール港のロアール造船所でダンケルク級戦艦ストラスブール (Strasbourg) が進水した。同日、同港のペノエ造船所では、ただちに「ジャン・バール」の建造を開始する。1939年（昭和14年）9月に第二次世界大戦が勃発し、建造を急いた。工事進捗率76%の状態で1940年（昭和15年）3月6日に進水。同年6月19日、書類上では就役した。
しかし、この段階での「ジャン・バール」は船体の水密試験や各種試験などは行っておらず、ボイラーは6缶中1缶しか装備されていなかった。また、艦橋や煙突などの上部構造物は設置済みであったが、測距儀や方位盤等も装備されていなかった。1番主砲塔は主砲の搭載を完了していたが測距儀が未装備の状態であり、2番主砲塔は主砲はおろか天蓋の装着もなされておらず、1番砲塔と同様に測距儀も装備されていなかった。主砲以外の火器としては、10cm連装高角砲を片舷1基ずつ2基4門、37mm連装機関砲を艦橋の左側に1基、後部格納庫上部に2基を配置し計3基6門を搭載。そして艦橋中部見張り所に13.2mm連装機銃4基8門が搭載されていたが、副砲は未搭載であった。「ジャン・バール」はこの状態で、ナチス・ドイツによる鹵獲を回避するため、カサブランカへ向けて出港した。
「ジャン・バール」がカサブランカへ航行中の6月21日にフィリップ・ペタン首相は独伊に対し休戦を申し入れ、カサブランカ到着は独仏休戦協定が締結された6月22日となった。これにより「ジャン・バール」はヴィシー・フランス海軍の所属となり、ドイツへの接収を避けるために出発した航海は皮肉にもドイツと協調して連合国と戦闘する準備のためのものへと変わることになった。カサブランカ到着後に現地の工作施設を活用し艤装工事を進め、主砲用測距儀が未搭載であった1番主砲塔に測量用の簡易測量機を搭載し、10cm連装高角砲は新たに2基増設され4基8門となり、他に9cm連装高角砲を煙突基部右側に1基搭載した。しかし、本来は非常用に複数用意される艦内電路は、物資の不足等により主電源用電路を設置するのが精一杯であり、後の戦闘では主電源の断線に悩まされることとなった。
1942年（昭和17年）11月8日、トーチ作戦の一翼を担うアメリカ海軍との戦闘に、ジャン・バールも巻き込まれた（カサブランカ沖海戦）。ヴィシー・フランス艦隊は、空母レンジャー (USS Ranger, CV-4) と護衛空母スワニー (USS Suwannee, CVE-27) の艦上機や、戦艦マサチューセッツ (USS Massachusetts, BB-59) 、随伴の重巡洋艦などから攻撃される。まずレンジャーから発進したSBDドーントレスの爆撃により、爆弾2発を被弾し損傷。つづいてマサチューセッツによる砲撃を受け、40.6センチ砲弾5発が命中する。1発は「ジャン・バール」の水平装甲を貫通し、副砲弾薬庫で炸裂している。ジャン・バールは艦首に浸水、電気系統に障害が発生し砲塔の旋回が不可能となった。しかし、翌日にかけて行われた修復作業により回復、二日後の10日には重巡洋艦オーガスタ (USS Augusta, CA-31) に向けて主砲射撃を行う。出撃してきたフランス艦艇に対し砲撃を行っていたオーガスタ（ヒューイット提督旗艦）は、予想外の38cm砲弾を見舞われ、攻撃を中止し後退した。
この砲撃は有効な打撃を与えることは出来なかったものの、ジャン・バールの戦闘力が回復してきた事を意味していた。不用意な砲戦で主力艦が傷つくのを恐れたアメリカ海軍は、空母レンジャーからSBDドーントレス8機による爆撃を実施し500kg爆弾2発が命中、水線下に破口が生じた「ジャン・バール」は、ついに着底した。さらには、マサチューセッツの砲撃により電気系統に障害が発生し戦闘力を喪失。同日夕刻、海戦は終了し、フランソワ・ダルラン元帥からの停戦命令もあって戦闘は終結した。
大戦中には本格的な修理が行われることはなく、着底状態のまま放置される。搭載してあった唯一の主砲塔（一番主砲塔）はリシュリューの予備として使用するため、降ろされた。
1945年（昭和20年）8月25日、浮揚されシェルブールへ回航。翌年工事を再開、1949年（昭和24年）に竣工。
この折、「ジャン・バール」の艦容は戦訓に基づいた近代的なものに一新された。射撃指揮装置・各種レーダーは全て新式の国産機器で統一され、機関出力も増大。主砲は、ドイツが接収しノルウェーに沿岸砲台として配備されていた、同級3番艦クレマンソー (Clemenceau) 用に生産されたものを回収し搭載し、対空装備も大幅に強化された。また、大幅に改修された上部構造物と諸装備の増加による重量増大、それに伴う復元力悪化を解決すべく、船体側面に新たにバルジが取り付けられた。なお、艦内容積の減少と乗員数の増加により、士官用居室は一人部屋から二人部屋へ、長官用個室もスペースが半分に減らされた｡
1949年中に公試が終了。1950年には地中海艦隊に配備。
1951年、ブレストにて対空兵装および射撃指揮装置の追加が開始され、1955年5月1日に完成した。
1956年に勃発した第二次中東戦争においては、エジプトに対する作戦行動を行った。
1957年からは予備艦として砲術練習艦任務に就き、1961年除籍。
1969年にスクラップとして売却され、1970年解体。
アルジェリア戦争中の1958年9月にはトゥーロン港に停泊中のところ、FLNの水中破壊工作部隊による船底へのリムペットマインの装着事件が起きたが、これは失敗した。

## ギャラリー

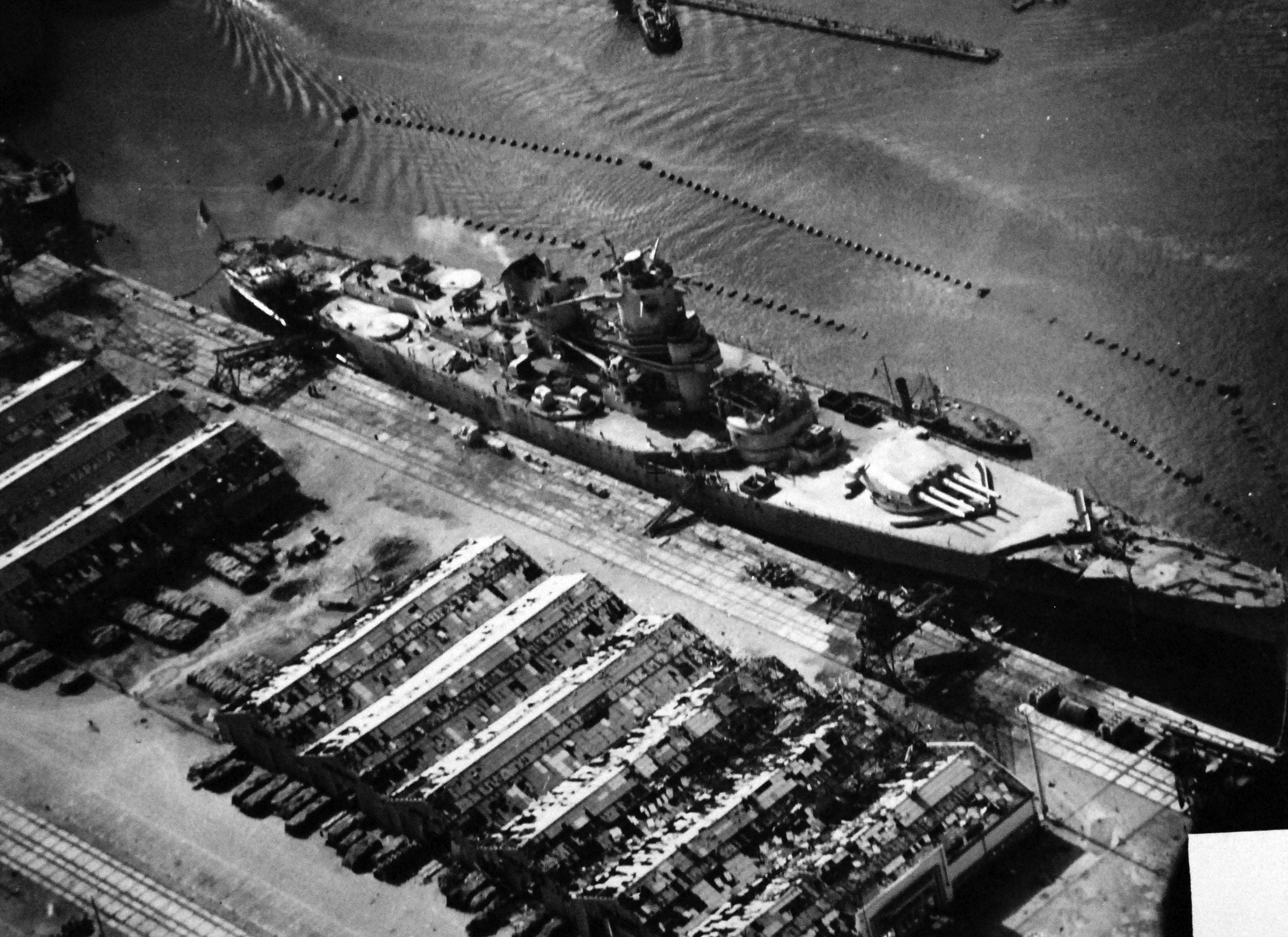
レンジャー艦載機により撮影されたジャン・バール
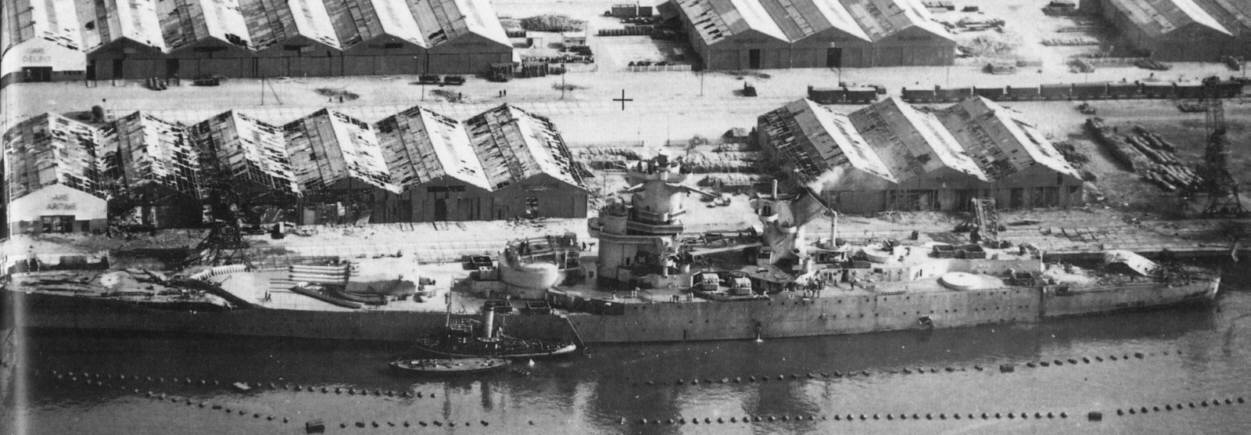
未完成状態のジャン・バール。二番砲塔が未艤装

## 登場作品
- 『気狂いピエロ』（1965年）